# Seznam opatů premonstrátského kláštera v Praze na Strahově

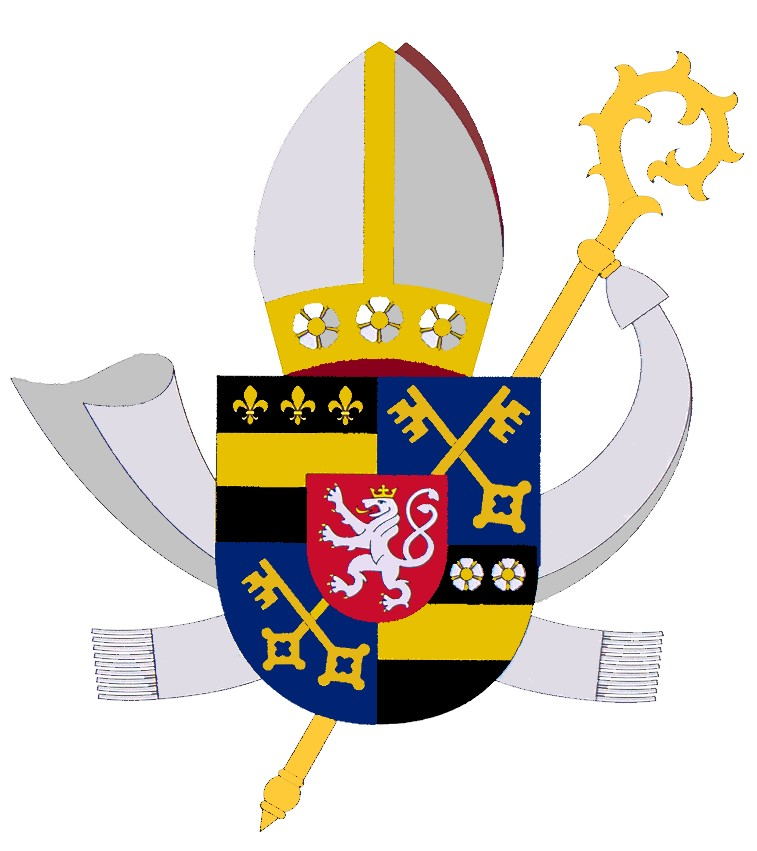
Znak Strahovského kláštera

Toto je seznam opatů Strahovského kláštera (Královské kanonie premonstrátů na Strahově), nejstaršího premonstrátského kláštera v Čechách, se sídlem na Strahově v Praze.

## Seznam
- 1143–1149	Gezo I.
- 1149–1175	Erlebold
- 1175/1176–1208	Vojtěch, předtím probošt v Doksanech
- 1208	Jindřich
- 1218/1219	Adam z Bertoldic
- 1221	Bertold (?)
- 1225/1226–1240	Petr I.
- 1240–1243	Gezo II.
- 1243/1244–1250	Dětřich I.
- 1250–1266	Jan I.
- 1266–1272	Bohumír, předtím probošt v Doksanech
- 1272–1282	Siffrid
- 1283–1285	Heřman
- 1285–1289	Jordán
- 1289–1295	Lutold
- 1295–1297	Budišín
- ?–1304	Edmund
- 1304–1307	Dětřich II.
- 1307–1321/1323	Gerard
- 1321/1323–1336	Tylman
- 1336–1341	Hildeger
- 1340/1341–1357/1358	Petr II. Vojslavův
- 1359–1363/1366	Martin
- 1367–1389/1390	Konrád
- 1389/1390–1408	Jan II. ze Štědré
- 1408–1410	Petr II. z Čachrova[1]
- 1410–1434	Mikuláš Durynk
- 1436–1445	Lev z Bukšic
- 1445–1454	Jan III. z Herštejna
- 1454–1470	Jan IV. Hankamp
- 1470–1486	Jan V. Starustka z Hranic, z kláštera Hradisko
- 1486–1497	Jan VI. z Prachatic (†29. března 1501)
- 1497–1510	Matěj z Úterého
- 1510–1517	Kašpar I. (z Louky)
- 1517–1526	Antonín, pak opat v Teplé
- 1526–1535	Jan Curtius, pak opat v Teplé
- 1535–1536	Ondřej Weiss, pak opat v Louce
- 1537–1544	Václav z Neudorfu
- 1544–1552	Jan Muth
- 1552–1556	Vít Theofil
- 1556–1560	Jan IX.
- 1560–1579	Jakub ze Šternovic (†20. října 1585)
- 1579–1585	Matěj Ghell, pak opat v Teplé
- 1585–1586	Ondřej Werner, pak probošt v Doksanech
- 1586–1612	Jan X. Lohel, pak arcibiskup pražský
- 1612–1640	Kašpar z Questenberka
- 1640–1653	Kryšpín Fuk z Hradiště
- 1653–1656	Norbert Amoenus z Amelunxen, předtím probošt v Doksanech a opat na Želivě
- 1656–1658	Bernard Schuster
- 1658–1669	Vincenc Makarius Frank
- 1670–1679	Jeroným Hirnhaim
- 1679–1690	Hyacint Hohmann
- 1690–1711	Vít Seipel, světící biskup pražský
- 1711–1741	Marian Hermann
- 1741–1764	Gabriel Václav Kaspar
- 1764–1777	František Michael Daller
- 1777–1779	Bohuslav Jan Herwig
- 1779–1800	Václav Josef Mayer
- 1800–1803	Adolf Josef Šrámek
- 1804–1816	Jan Nepomuk Milo Grün
- 1816–1834	Benedikt Jan Nepomuk Pfeiffer
- 1834–1870	Jeroným Josef Zeidler, 1869–1870 generální opat řádu
- 1870–1871	Josef Gustav Kolenatý
- 1871–1879	Vojtěch Hron
- 1879–1905	Zikmund Antonín Starý
- 1906–1942	Metoděj Jan Zavoral
- 1942–1951	Bohuslav Stanislav Jarolímek (†31. ledna 1951)
- 1987–2018	Michael Josef Pojezdný
- 2018–dosud Daniel Peter Janáček